# Kryptopterus hesperius
Kryptopterus hesperius är en fiskart som beskrevs av Ng 2002. Kryptopterus hesperius ingår i släktet Kryptopterus och familjen malfiskar. Inga underarter finns listade i Catalogue of Life.